# Vlad IV Călugărul
Vlad IV Călugărul (le Moine), est prince de Valachie en 1481 puis de 1482 à 1495.

## Biographie
Fils illégitime de Vlad II le Dragon, né vers 1425, il est d'abord moine sous le nom de « Pacôme ». Sous le règne de Vlad III l'Empaleur, prétendant au trône, il est sans doute le « Sacerdos Valachorum  » qui réside en Transylvanie dans le duché d'Almaș sous la protection des bourgeois saxons de Sibiu (allemand Hermannstadt).
Il tente en vain entre septembre et novembre 1481 de s'opposer à Basarab IV Țepeluș cel Tânăr. Il devient enfin prince de Valachie après le décès de ce dernier et règne jusqu'à sa mort en novembre 1495. La paix qui régnait à cette époque entre Polonais, Hongrois et Turcs explique le caractère paisible des règnes de ce prince et de son fils vassaux de la Sublime Porte. Peu avant sa mort, il aida à la reconstruction de l'église Saint-Nicolas de Brașov, en Transylvanie.
Il est inhumé au monastère de Glavacioc.

## Famille
Il épouse :
1) Rada-Samaranda, sœur de Gherghina capitaine de la cité de Poienari, morte sous le nom de nonne de Samonida,
- Calpea, née vers 1460 qui épousa successivement Staico de Rusi Logofăt (Chancelier)de 1482 à 1507 mort en 1507 puis Bogdan de Popesti Spătar (Général) Logofăt et Vornic vers 1511/1512 ;
- Vlad, mort le 4 février 1488 ;
- Radu IV cel Mare, né vers 1467, prince de Valachie ;
- Mircea, tué le 15 septembre 1497 ;

2) vers 1487, Maria Palaiologina ensuite nonne Eupraxia
- Vlad V cel Tânăr, né vers 1488, prince de Valachie.